# Hercus fontinalis
Hercus fontinalis là một loài tò vò trong họ Ichneumonidae.